# CE Principat
CE Principat was een Andorrese voetbalclub uit de hoofdstad Andorra la Vella. De club kwam voor het laatst uit in de Lliga de Segona Divisió, het tweede voetbalniveau van Andorra. De club werd in 2015 opgeheven.

## Geschiedenis
CE Principat werd in 1987 opgericht als Real Madrid Aficionados de Charlie's Restaurant (Real Madrid Supporters van Charlie's Restaurant). Toen de club zich in 1997 voor het eerst plaatste voor de voorrondes van de UEFA Cup, keurde de Europese voetbalbond UEFA de clubnaam af. Ook de naam Real Madrid, verwijzend naar de Spaanse topclub, werd begrijpelijkerwijs niet geaccepteerd. Uiteindelijk werd gekozen voor CE Principat als nieuwe clubnaam. Inmiddels speelde CE Principat zes wedstrijden in de voorrondes van de UEFA Cup, maar in 1997, 1998 en 1999 werden alle wedstrijden met ruime cijfers verloren. Alleen tegen het Hongaarse Ferencvárosi TC in 1998 werd door CE Principat een doelpunt gemaakt. In 2014 eindigde de club als laatste in de competitie en degradeerde zodoende naar de Lliga de Segona Divisió. Een jaar later, in 2015, werd de club opgeheven.

## Erelijst
- Landskampioen in 1997, 1998 en 1999
- Bekerwinnaar in 1995, 1996, 1997, 1998 en 1999

## Competitieresultaten 1995-2014
| 2 |

| 1 |

| 1 |

| 1 |

| 6 |

| 4 |

| 6 |

| 6 |

| 5 |

| 4 |

| 7 |

| 6 |

| 5 |

| 3 |

| 5 |

| 5 |

| 5 |

| 5 |

| 8 |

| Primera Divisió | Segona Divisió |

## In Europa
#Q = #kwalificatieronde, T/U = Thuis/Uit, W = Wedstrijd, PUC = punten UEFA coëfficiënten .
Uitslagen vanuit gezichtspunt CE Principat
| Seizoen | Competitie | Ronde | Land               | Club             | Totaalscore | 1e W    | 2e W     | PUC |
| ------- | ---------- | ----- | ------------------ | ---------------- | ----------- | ------- | -------- | --- |
| 1997/98 | UEFA Cup   | 1Q    | Vlag van Schotland | Dundee United FC | 0-17        | 0-8 (T) | 0-9 (U)  | 0.0 |
| 1998/99 | UEFA Cup   | 1Q    | Vlag van Hongarije | Ferencvárosi TC  | 1-14        | 0-6 (U) | 1-8 (T)  | 0.0 |
| 1999/00 | UEFA Cup   | 1Q    | Vlag van Noorwegen | Viking FK        | 0-18        | 0-7 (U) | 0-11 (T) | 0.0 |

Totaal aantal punten voor UEFA coëfficiënten: 0.0